# Аспиналл, Нил
Нил А́спиналл (полное имя — Нил Стэ́нли А́спиналл; англ. Neil Stanley Aspinall; 13 октября 1941, Prestatyn, Уэльс, Великобритания — 24 марта 2008, Нью-Йорк, штат Нью-Йорк, США) — деятель британской музыкальной индустрии. Школьный друг Пола Маккартни и Джорджа Харрисона, долгое время работал в обслуживающем персонале группы The Beatles, дойдя до поста руководителя (CEO) основанной участниками группы компании Apple Corps.
The Beatles наняли Аспиналла в качестве гастрольного менеджера и ассистента (помощника), он также водил свой старый фургон марки «Commer», возя группу на выступления. После того как Мэл Эванс начал работать на The Beatles в качестве гастрольного менеджера, Аспиналл стал выполнять обязанности их персонального ассистента, а позднее главы компании Apple Corps.
В период работы в Apple Аспиналл участвовал в известных судебных разбирательствах против Аллена Клейна, EMI и Apple Computer. Руководил продажей музыки группы, её видеозаписей, сопутствующих товаров и сувениров. Выступал также в должности режиссёра компании Standby Films, которой управлял из своего дома в лондонском районе Туикенем. 10 апреля 2007 Аспиналл покинул Apple Corps. Скончался от рака легких 24 марта 2008 в Нью-Йорке.

## Детство и юность
Аспиналл родился 13 октября 1941 в городке Престатин (англ. Prestatyn), в Северном Уэльсе, после того как его мать была эвакуирована из их семейного дома в Ливерпуле из-за частых бомбардировок немецкой авиации во время Второй Мировой войны; в то время его отец находился далеко в море, служа моряком британского Военно-морского флота. Нил и его мать вернулись в Ливерпуль в 1942 после прекращения немецких авианалетов. Позднее Нил поступил в начальную школу West Derby, которую закончил в 12 лет. Затем поступил в среднюю школу для мальчиков, называющуюся «Ливерпульский Институт» (англ. Liverpool Institute) на Маунт-стрит (англ. Mount Street), в тот же класс, куда поступил и Пол Маккартни, где изучали английский язык и искусства (English and Art lessons).
Позднее Аспиналл вспоминал первую встречу с Джорджем Харрисоном, который также учился в Ливерпульском Институте, но на один класс младше: «Мы с Джорджем впервые встретились позади школы, у школьного бомбоубежища. Передо мной замаячила целая копна лохматых волос и какой-то бездыханный голос попросил быстренько поделиться моей сигаретой „Вудбайн“. Это была одна из первых сигарет, которую кто-либо из нас курил. Мы, отплевываясь, осваивали умение курить храбро, но радостно. После этого мы трое делали вместе много смешных вещей… Когда подошло время сдавать выпускные экзамены, в нашу банду, называвшуюся „Mad Lad“, добавился Джон Леннон. Он учился на первом курсе Ливерпульского Колледжа Искусств (англ. Liverpool College of Art), который выходил на игровую площадку Ливерпульского Института, и мы все вместе ходили во время ланча в студенческий кофе-бар.» Аспиналл сдал восемь из девяти выпускных экзаменов, провалив экзамен по французскому языку. Он покинул школу в июле 1959 и изучил бухгалтерский учёт. Затем он работал на ливерпульскую компанию два года, получая 2,5 фунта стерлингов в неделю как бухгалтер-стажёр.

## The Beatles
The Beatles играли 29 августа 1959 на открытии кафе-клуба «Казба», который располагался в подвале дома Моны Бест. Позднее Аспиналл снял комнату в этом доме и близко подружился с игравшим в то время в The Beatles Питом Бестом. До этого The Beatles ездили на свои выступления на общественном транспорте, но в феврале 1961 они уже выступали в двух или трёх разных местах за вечер и нуждались в ком-то, кто мог бы возить их. Пит Бест предложил Аспиналлу стать на некоторое время их гастрольным менеджером, и Аспиналл купил «старый, серо-темно-бордовый фургон Commer» за 80 фунтов стерлингов, а затем брал с группы по пять шиллингов за каждый раз, когда он возил их на выступление. Позднее Харрисон вспоминал: «Наш фургон становился центром внимания каждый раз, когда он подъезжал. Он был вручную раскрашен в красный и серый цвета, и сверху донизу покрыт граффити — именами девчонок и надписями типа „Я люблю тебя, Джон!“. Это интересно смотрелось, и в любой момент кто угодно мог написать что угодно поверх этого.» The Beatles вернулись из своей второй поездки в Гамбург в июле 1962, и Аспиналл уволился со своей работы в фирме, став постоянным гастрольным менеджером группы, поскольку он зарабатывал, работая на группу, больше.
Аспиналл отвозил The Beatles в Лондон 31 декабря 1961 на прослушивание на лейбле Decca, но перепутал дорогу и их путешествие заняло 10 часов. Они приехали на место в 10 часов вечера, и Леннон вспоминал, что они прибыли «точно в то время, когда можно поглядеть на пьяных, прыгающих в фонтан на Трафальгарской площади». В 1963 Аспиналл объединился в выполнении работы гастрольного менеджера с Мэлом Эвансом, который тоже помогал The Beatles устанавливать и подключать аппаратуру и инструменты (а также работал телохранителем); это дало возможность Аспиналлу больше заниматься другими задачами — организацией встреч, покупкой разных вещей для группы, таких как костюмы, обувь, еда, напитки.
Когда Пит Бест был уволен из группы Брайаном Эпстайном, Аспиналл был в помещении магазина пластинок Эпстайна NEMS, и был первым, кто разговаривал после этого с уже экс-битлом Бестом в пабе «The Grapes», находящемся напротив клуба «Каверн». Аспиналл был в ярости и сказал, что он тоже перестанет работать на группу, но Бест очень просил его не делать этого. Аспиналл решил остаться, но прекратил отношения с матерью Пита Беста Моной (в результате их романа родился ребёнок Винсент «Роаг» Бест). На следующем концерте Аспиналл спросил Маккартни и Леннона, почему они изгнали Беста, и получил ответ: «Это тебя не касается. Ты только шофёр.»
Аспиналл тесно сотрудничал с Эпстайном, который еженедельно давал ему задания по обслуживанию выступлений группы и по получению платы с организаторов концертов за выступления группы. The Beatles ездили на фургоне Аспиналла вместе со своей аппаратурой, но английские дороги начала 1960-х были ухабистыми и не позволяли ездить достаточно быстро. Ринго Старр вспоминал, что во время их ранних путешествий по Британии в фургоне Аспиналла казалось, что поездка никогда не закончится, пока они тряслись по дорогам Великобритании с одним из музыкантов на пассажирском сидении, а тремя остальными на жесткой скамейке сзади.

### Аспиналл как помощник The Beatles
Работа Аспиналла в качестве помощника (ассистента) состояла в основном в вождении фургона, чтобы доставить группу на выступление или на встречу, но вообще-то он должен был просто находиться где-то рядом, если кому-нибудь что-нибудь понадобится. Аспиналл поехал на первые гастроли The Beatles в Америку, и когда Харрисон заболел так сильно, что у него была температура 39 °C и он должен был без необходимости не вставать с постели, Аспиналл заменял его на репетиции Шоу Эда Салливана (когда для настройки света и расстановки телекамер надо было просто чтобы кто-то в костюме и с гитарой делал примерно то же, что на выступлении делал Харрисон). Перед тем, как художник Питер Блейк начал создавать обложку для альбома Sgt. Pepper’s Lonely Hearts Club Band, Аспиналлу было поручено достать фотографии всех людей, которых намечено было поместить на переднюю обложку альбома. Аспиналл выдвинул идею сделать Сержанта Пеппера как бы конферансье, представляющим группу и ведущим концерт, а также повторить заглавную песню альбома в сокращенном варианте (как репризу) ближе к его концу, что и было сделано.
После сессий звукозаписи Леннон, Харрисон и Старр обычно разъезжались по своим домам в южных предместьях Лондона, но Аспиналл часто отвозил Маккартни и Эванса на лимузине «Austin Princess» в ночной клуб поужинать. Ночной клуб «The Bag O’Nails», расположенный в районе Сохо, на Кингли-стрит, 8, был у них одним из любимых, поскольку там всегда была живая музыка. Они обычно ели стейк, картофель фри и мягкий горох, но (если дело было в тускло освещённом клубе) Аспиналл доставал из кармана фонарик, чтобы проверить размер порций на их тарелках. Это он проделывал для того, чтобы убедиться, что им подали именно то, что они заказывали; Маккартни всегда находил забавной эту привычку Аспиналла.

### Вклад Аспиналла в музыку The Beatles
Не будучи музыкантом, Аспиналл вносил небольшой вклад и в работу группы по созданию непосредственно музыки. Он играл на тамбурине на записи песни «Within You Without You», на губной гармонике в записи «Being for the Benefit of Mr. Kite!», на перкуссии в песнях альбома «Magical Mystery Tour», а также наряду со многими другими участвовал в хоре, поющем припев в песне «Yellow Submarine».

### Аспиналл как менеджер The Beatles
После смерти Эпстайна в августе 1967 в управлении делами The Beatles наступил вакуум. В 1968 The Beatles попросили Аспиналла взять на себя управление Apple Corps, которая была основана в апреле того же года. Аспиналл позднее вспоминал, что он согласился только на некоторое время занять эту должность, не собираясь заниматься этим полный рабочий день, и что он будет делать это только «пока они не нашли кого-то другого». Джордж Мартин, звукорежиссёр The Beatles, был против этой идеи, так как он думал, что Аспиналл не имеет достаточной социальной квалификации, чтобы разговаривать с принадлежащими к «верхнему классу» руководящими сотрудниками EMI. Аспиналл сопровождал Леннона и Маккартни в Нью-Йорк 11 мая 1968, где они объявили американским СМИ о создании Apple Corps. В Apple Corps было пять подразделений: по разработке электронных устройств, производству фильмов, издательской деятельности и розничной торговле. Позднее Аспиналл говорил о бизнес-соглашениях The Beatles:
У нас не было ни единого клочка бумаги. Никаких контрактов. Адвокат, бухгалтера и Брайан - у кого-то из них они, наверное, были. Может быть, у The Beatles и были копии контрактов, я не знаю. Я не знал также, какие контракты по звукозаписи был у The Beatles с EMI, какие контракты или соглашения - с кинематографистами, издателями или еще кем-то. То есть надо было создать вначале какую-то основу, выяснить, как обстоят текущие дела, прежде чем пытаться продолжать что-то делать дальше.
Дерек Тейлор, пресс-секретарь Apple Corps, говорил, что Аспиналл ненавидел торчать в офисе Apple (на Сэвил Роу, 3) во всё время, когда The Beatles записывали альбомы The Beatles («Белый альбом») и Let It Be. Жизнь в офисе Apple, однако, улучшилась при появлении руководителя и различных его помощников у него под рукой: «Счёт за выпивку составлял 600 фунтов стерлингов в месяц и счёт за еду примерно на столько же.» Довольно часто это было в связи с ланчами Аспиналла и Питера Брауна, из четырёх блюд с дорогими винами, в столовой в помещении Apple Corps. После того, как Аллен Клейн стал менеджером The Beatles, Аспиналл был уволен, но затем восстановлен в должности, как из-за жалоб участников группы, так и из-за того, что Клейн понял, что Аспиналл не представляет для него угрозы в контроле над делами компании. Клейн проиграл тяжбу (инициированную Маккартни) в Высоком Суде Лондона между ним и Apple, но это разбирательство потребовало много усилий от Аспиналла как представителя Apple Corps вплоть до 1977 года.

### Аспиналл как исполнительный директор Apple Corps
В 1978 Аспиналл возбудил первый из трех исков (см. en:Apple Corps v Apple Computer) от имен Apple Corps против корпорации Apple Computer, Inc (ныне известной как Apple, Inc) по обвинению в использовании товарного знака. Первый иск урегулирован в 1981 году на сумму в размере 41000 фунтов стерлингов, полученную Apple Corps от Apple Computer. В качестве условия урегулирования, Apple Computer было разрешено использовать её логотип, пока она не работает в музыкальном бизнесе. Второе судебное разбирательство с Apple Computer возникло в 1989 году, когда Apple Corps подала в суд на Apple Computer за их компьютер Apple IIGS (который включал профессиональную микросхему с синтезатором звуков), утверждая, что это нарушает мировое соглашение 1981 года. В 1991 сумма по иску в 13.5 миллионов фунтов стерлингов была выиграна Apple Corps. Маккартни высоко оценил усилия Аспиналла по защите торговой марки Apple Corps, назвав его «Мистер Икс организации Apple Corps».
В сентябре 2003 Apple Corps вновь подала иск против Apple Computer, Inc., в этот раз по случаю открытия Apple Computer интернет-магазина iTunes Music Store и выпуска MP3-плеера iPod; эти события Аспиналл и Apple Corps посчитали нарушением предыдущих договоренностей о том, что Apple Computer не будет продавать записи музыки. Разбирательство по иску началось в Великобритании 27 марта 2006 и закончилось 8 мая 2006 победой Apple Computer; судья постановил, что онлайн-магазин iTunes Music Store не наносит ущерба правам Apple Corps на торговую марку. Аспиналл также участвовал в нескольких судебных разбирательствах, когда Apple Corps выступала против EMI:
Мы пытались прийти к соглашению путём переговоров и сожалеем, что наши усилия были напрасны. Несмотря на то, что было очень чётко прописано в наших контрактах, EMI упорствовала в игнорировании своих обязанностей и долга насчет справедливости и прозрачности в наших с ними взаимоотношениях. The Beatles и Apple не осталось иного выбора, кроме как еще раз подать в суд на EMI.
В начале 1990-х Аспиналл стал исполнительным продюсером издания Антология The Beatles; он, продюсер The Beatles Джордж Мартин, а также пресс-секретарь группы Дерек Тейлор являются единственными людьми, которые, не будучи участниками группы, появляются в «новых», специально отснятых в 1990-е для документального сериала кадрах. Аспиналл продолжал консультировать по разным вопросам ещё живых участников группы, а также наследников Леннона и Харрисона; продолжал контролировать продажу музыкальных записей группы, музыкальных видео и мерчандайзинг различных товаров и сувениров, выпускаемых в связи с The Beatles.
10 апреля 2007 Apple Corps объявила, что Аспиналл «решил двигаться дальше» и что Джефф Джонс — много лет работавший вице-президентом Sony Legacy — был нанят в качестве CEO для управления каталогом записей, принадлежащих компании. Одной из последних работ Аспиналла перед уходом из Apple Corps было руководство процессом ремастеринга каталога записей The Beatles для последовавшего в 2009 году их издания (как бокс-сеты The Beatles Stereo Box Set и The Beatles in Mono).

## Частная жизнь и кончина
В 1961 и 1962 Аспиналл близко сдружился с Питом Бестом и впоследствии снимал комнату в доме, где Пит жил со своими родителями. Во время одной из продолжительных поездок отца Пита по делам бизнеса 19-летний Аспиналл вступил в романтические отношения с матерью Пита, Моной Бест, которая была старше его на 17 лет. В результате этих отношений спустя некоторое время на свет появился ребёнок Моны и Нила — Винсент «Роуг» Бест (англ. Vincent "Roag" Best). «Роуг» Бест родился в конце июля 1962, а всего через три недели, 16 августа 1962, Пит Бест был уволен из The Beatles.
30 августа 1968 Аспиналл женился на Сьюзи Орнстейн (англ. Suzy Ornstein), дочери Джорджа «Бада» Орнстейна (англ. George "Bud" Ornstein), в то время CEO студии «United Artists Pictures» (отделение в Великобритании), с которой он познакомился в 1964/1965 годах, когда её отец был представителем «UA» во время производства двух первых «битловских» фильмов: A Hard Day’s Night и Help!. Брак был зарегистрирован в Челси, Лондон, свидетелем со стороны жениха выступил Magic Alex (приятель Аспиналла и The Beatles в 1965—1969, ставший впоследствии, в частности, главой подразделения Apple Corps, которое должно было заниматься электроникой, — Apple Electronics). Маккартни, Ринго Старр и его жена приняли участие в брачной церемонии, а затем и в вечеринке-сюрпризе, прошедшей в Кингс Роад в Лондоне. За время совместной жизни у них появилось четверо детей: дочери Гейла (Gayla), Дхара (Dhara), Мэнди (Mandy) и сын Джулиан. Одновременно со своей работой на Apple Corps Аспиналл и его жена работали также как режиссёры в своей собственной кинокомпании Standby Films, которая управлялась из их дома в лондонском районе Туикенем. В 1999 Standby Films выпустила фильм о Джими Хендриксе под названием Hendrix: Band of Gypsys.
Аспиналл умер от рака лёгких в Нью-Йорке 24 марта 2008. Прощание с ним прошло в церкви Св. девы Марии в Туикенеме, Лондон (англ. Church of St Mary the Virgin in Twickenham). На прощальной церемонии присутствовали, в частности, Стелла Маккартни (дочь Пола Маккартни), Йоко Оно, Барбара Бах (жена Ринго Старра), Джордж Мартин, Пит Бест и Пит Таунсенд; на церемонии Таунсенд сыграл как посвящение песню Боба Дилана «Mr. Tambourine Man». Затем последовало (уже в более узком, приватном, кругу) захоронение гроба с телом Аспиналла на кладбище Теддингтон (англ. Teddington). Аспиналл оставил после себя сумму около 7 миллионов фунтов стерлингов, которая по его завещанию была помещена в трастовый фонд, управляющийся Сьюзи, его женой на протяжении около 40 лет. После её смерти управление трастовым фондом перешло к его пятерым детям — Винсенту «Роугу» Бесту и четверым от брака со Сьюзи.